# Friedrich Wilhelm zu Hessen-Kassel

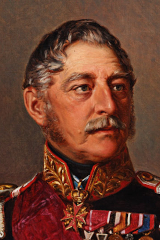
Friedrich Wilhelm zu Hessen-Kassel omstreeks 1850

Friedrich Wilhelm zu Hessen-Kassel (1790–1876) was een Duitse prins uit het huis Brabant. Hij was enige jaren gouverneur van de vesting Luxemburg.
Friedrich Wilhelm was de derde zoon en het derde kind van Frederik van Hessen-Kassel (1747–1837) en Caroline Polyxene von Nassau-Usingen (1762–1823). Hij was door familiebanden en afkomst verwant met het Nederlandse en Deense koningshuis. Zijn vader was in Nederlandse krijsdienst geweest en was van 1784 tot 1794 gouverneur van Maastricht.
Koning Willem II der Nederlanden benoemde Friedrich Wilhelm zu Hessen-Kassel op 1 januari 1842 als een der eersten tot Grootkruis in de Orde van de Eikenkroon. Hij was op dat moment commandant van de Vesting Luxemburg die voor de Duitse Bond een Pruisische bezetting had.